# 斯特魯加 (新烏希齊亞區)
48°47′38″N 27°18′46″E / 48.79389°N 27.31278°E
斯特魯加（烏克蘭語：Струга）是位於烏克蘭西部赫梅利尼茨基州裏卡緬涅茨-波多利斯基區的村莊，始建於1530年，面積5.9平方公里，海拔高度292米，2015年人口1,479，人口密度每平方公里283.8人。